# Stilbognathus
Stilbognathus is een geslacht van kreeftachtigen uit de klasse van de Malacostraca (hogere kreeftachtigen).

## Soorten
- Stilbognathus cervicornis (Herbst, 1803)
- Stilbognathus curvirostris (A. Milne-Edwards, 1865)
- Stilbognathus erythraeus von Martens, 1866
- Stilbognathus longispinus Griffin & Tranter, 1974
- Stilbognathus martensii Miers, 1884
- Stilbognathus soikai Guinot, 1962
- Stilbognathus tycheformis Bouvier, 1914